# Кастелсантанђело сул Нера
Кастелсантанђело сул Нера (итал. Castelsantangelo sul Nera) насеље је у Италији у округу Мачерата, региону Марке.
Према процени из 2011. у насељу је живело 219 становника. Насеље се налази на надморској висини од 735 м.

## Становништво
| 1936. | 1951. | 1961. | 1971. | 1981. | 1991. | 2001. | 2011. |
| ----- | ----- | ----- | ----- | ----- | ----- | ----- | ----- |
| 1.738 | 1.476 | 984   | 584   | 438   | 368   | 370   | 310   |